# 제주남이섬
제주남이섬은 도너리오름아래의 한림읍 금악리 일대 9만 9497m2에 있는 곳으로 제주여성테마파크에서 사업자가 변경되면서 2012년 ㈜남이섬으로 사업자가 최종 변경돼 사업이 진행되고 있다.

## 위치
제주남이섬은 제주시 한림읍 금악리 한창로 897번지에 있는 관광지로 인근에 제주신화역사공원이 조성되어 있다. 제주의 날씨와 자연을 활용한 관광 프로그램을 개발하고 입장료 알선 수수료를 없앨 것으로 알려져 주목되고 있다.

## 탐나라 공화국
탐나라 공화국은 '제2의 남이섬'의 실험대로 제주남이섬으로 알려져 있다. 영토는 10만m2(약 3만평),테마파크를 만들려고 허가받았다가 투자 유치에 실패해 방치한 땅으로 온통 돌밭에 가시넝쿨이 뒤덮여 있었다. 마침 중국인 부동산 투자 바람이 불었지만 남이섬이 떠맡았다.
3년간 돌밭을 파서 연못을 만들고 파낸 돌과 흙으로 산을 만들었고 돌과 바위에 글자와 그림을 새겨 쓰다 버린 목재로 정자를 만들고 쉼터를 마련했다. 버려진 철근으로 난간과 벤치를 만들고 황무지가 예술 공간으로 바뀌는 모습을 본 사람들이 찾아와 꽃씨를 뿌리고 나무를 심었다.
이곳에서 마련했던 '헌책 페어'는 지역주민이 만드는 축제로 입국하려면 조건이 있는데 책 5권을 가져와야 1년짜리 입국 비자를 내준다. 100권 이상이면 3년 비자를 받는데 빈손으로 오면 '입국세' 3만원을 낸다. 책을 자유롭게 읽으며 상상력을 얻는 인문 공간으로 미술 전시회, 인문학 강연, 공예 체험 같은 여러 프로그램을 마련했다. 
제주남이섬은 제주여성테마파크는 2004년 개발사업시행 승인을 얻었으나 사업자가 변경되면서 사업 추진이 이뤄지지 않다가 2012년 ㈜남이섬으로 사업자가 최종 변경돼 사업을 진행, 중국에서 인수의사를 보인적이 있다는 얘기를 듣고 제주도를 더 이상 중국에게 뺏기면 안되겠다는 각오로 제주남이섬(주)을 설립, 사업을 추진한다고 밝히고 있다.

## 같이 보기
- 남이섬
- 도너리오름
- 성이시돌목장
- 제주신화역사공원
- 제주국제자유도시개발센터